# Angèle Hug
Pour les articles homonymes, voir Hug.
Angèle Hug est une céiste française, née le 30 juillet 2000 en Ardèche,,.

## Carrière
Angéle Hug commence le kayak a l'âge de 6 ans au Club Eyrieux Canoë Kayak. Elle entrera au pôle espoir de Pau. Elle sera sacrée championne du monde par équipes chez les moins de 23 ans en 2021[réf. nécessaire].
Aux Championnats d'Europe de slalom 2021, elle est médaillée de bronze en C-1 par équipes avec Lucie Prioux et Marjorie Delassus.
Le 5 août 2024, lors des jeux Olympiques de Paris, elle remporte la médaille d'argent de kayak-cross, une épreuve créée pour ces jeux olympiques. Elle devient ainsi la première Française médaillée olympique de cette nouvelle discipline.

## Palmarès

### Jeux olympiques d'été
- Vice championne olympique aux Jeux olympiques de Paris 2024 en K1 cross

### Championnats d'Europe
- Vice championne d'Europe 2025 en C1 par équipes
- Vice championne d'Europe 2025 en K1 cross individuel (contre-la-montre)

## Décorations
- Chevalier de l'ordre national du Mérite (2024)[6]